# Lars P. Gammelgaard
Lars Peter Gammelgaard, född 9 februari 1945 i Aarhus, död 11 februari 1994, var en dansk politiker (Det Konservative Folkeparti) och fiskeriminister 1986-1989.
Gammelgaard blev cand.scient.pol. från Århus universitet 1972 och var vid sidan om studierna aktiv i Konservative Studenter. I kommunalvalet 1970 blev han invald i Aarhus kommunfullmäktige och var partiets gruppordförande 1976-1979. Han var bland annat ledamot i kommunens kulturnämnd (1970-1978) och tekniska kontoret (1974-1978). Han blev invald i Folketinget 1979 och utsågs till ledamot i finansutskott, partiets finanspolitiska ordförande och senare till politisk ordförande. Han var även ordförande av bostadsutskottet 1982-1984. Han utsågs till fiskeriminister i Poul Schlüters borgerliga koalitionsregering 1986, en befattning han innehade till 1989. Han var även minister för nordiskt samarbete (Danmark) 1987-1988.
1986 var ett år då miljöfrågorna stod högt i kurs i Danmark. Under 1980-talet hade ett stort antal miljölagar införts, men förhandlingarna i Folketinget hade strandat när det kom till finansieringen av förverkligandet av ”NPO-planen”, som ämnade begränsa utsläppet av nitrater och fosfater i havet och vattendrag. Nyhetsprogrammet TV-Avisen sände under 1986 flera inslag om konsekvenserna av utsläppen och DR inviterade Gammelgaard och miljöminister Christian Christensen tillsammans med David Rehling, ordförande av den danska Naturskyddsföreningen, till en debatt. Denna debatt väckte mycket uppmärksamhet, då både programledaren och Rehling konfronterade ministrarna så hårt att de i mångt och mycket inte kunde annat än att lova att följa Rehlings miljöplan på sex punkter. Ministrarna begränsades i och med detta från att redovisa deras egna och regeringens synpunkter i frågan. Folketinget antog, under stor enighet, ett omfattande paket av miljölagar 1987 känd som ”Vandmiljøplanen”.
|
Gammelgaard lämnade regeringen 1989 och blev åter ordinarie folketingsledamot. Han var ledamot i Det Sikkerhedspolitiske Udvalg 1989-1993, som bl.a. ansvarade för den danska underrättelsetjänsten PET. Han var också partiets gruppordförande 1989-1993 och därefter vice gruppordförande 1993-1994. Han dog hastigt av cancer 1994.
Gammelgaard var medredaktör av boken Århus-konservatismen (1973).

## Utmärkelser
- Kommendör av Dannebrogorden

[Redigera Wikidata]